# Фридрих Хелдерлин
Јохан Кристијан Фридрих Хелдерлин (Лауфен на Некару, 20. март 1770 — Тибинген, 7. јун 1843) је био један од најзначајнијих немачких романтичарских лиричара.
Данас се Хелдерлинова поезија сматра једним од врхунаца немачке књижевности. Међутим, у његово време, она је била мало позната и склизнула је у заборав одмах после његове смрти.
Попут Гетеа и Шилера, својих старијих колега, Хелдерлин је био искрени љубитељ древне грчке културе. Фридрих Ниче је у Хелдерлиновом делу препознао орфичке и дионизијске елементе комбиноване са пијетизмом карактеристичним за његову завичајну Швабију. Писао је дуге химне, оде и елегије.
Од 1805. био је тешко ментално оболео и преосталих 36 година живота провео је живећи у соби у бившој градској кули у Тибингену. За то време писао је једноставнију и формалнију поезију него раније. 

## Одабрана дела
- Патмос (Patmos), химна
- Рајна (Der Rhein), химна
- Емпедоклеова смрт (Der Tod des Empedokles), недовршена драма
- Хиперион или пустињак у Грчкој (Hyperion oder Der Eremit in Griechenland), лирски роман из два дела објављен 1797. и 1799.